# كين لوكاس (مصارع محترف)
كين لوكاس (بالإنجليزية: Ken Lucas)‏ هو مصارع محترف أمريكي، ولد في 20 أغسطس 1940 في أريزونا في الولايات المتحدة، وتوفي في 6 أغسطس 2014 في بينساكولا في الولايات المتحدة.

## روابط خارجية
- كين لوكاس على موقع CageMatch worker (الإنجليزية)